# 4558 Janesick
4558 Janesick (1988 NF) là một tiểu hành tinh bay qua Sao Hỏa được phát hiện ngày 12 tháng 7 năm 1988 bởi Alain Maury và Jean Mueller ở Palomar.